# Sumatralaan (Hilversum)
De Sumatralaan is een straat in de Indische buurt van de Nederlandse plaats Hilversum. De straat is vernoemd naar het eiland in het voormalige Nederlands-Indië.
Deze straat op nr.45 was voorheen het adres van het Media Park. Thans is dat de Media Parkboulevard 11.